# SMS König
SMS König byla první ze čtyř bitevních lodí třídy König německého císařského námořnictva (Kaiserliche Marine), která sloužila během první světové války. König (česky král) byl pojmenován na počest krále Viléma II. Württemberského.

## Stavba
Stavba lodi byla zahájena v loděnici Kaiserliche Werft Wilhelmshaven ve Wilhelmshavenu v říjnu 1911 a na vodu byla spuštěna 1. března 1913. Stavba byla dokončena krátce po vypuknutí první světové války a do služby u Širokomořského loďstva byla uvedena 9. srpna 1914.

## Služba
Spolu se třemi sesterskými loděmi, Großer Kurfürst, Markgraf a Kronprinz, se König zúčastnila většiny akcí flotily během války. Jako vedoucí loď v německé linii 31. května 1916 v bitvě u Jutska dostala několik zásahů od britských bitevních lodí, včetně deseti zásahů granátů velké ráže. V říjnu 1917 přinutila potopit ruský predreadnought – bitevní loď Slava v bitvě v úžině Moon, která následovala po úspěšné německé operaci Albion.
König byl v listopadu 1918 po uzavření příměří internován spolu s většinou Širokomořského loďstva ve Scapa Flow. 21. června 1919 vydal kontradmirál Ludwig von Reuter rozkaz flotilu potopit, včetně lodi König, zatímco britské strážní lodě byly mimo přístav na cvičení. Na rozdíl od většiny potopených lodí nebyl König nikdy vyzdvižen k sešrotování; vrak je stále na dně zálivu.